# Sunny Leone
Sunny Leone, nascida Karenjit Kaur Vohra (Sarnia, 13 de maio de 1981), dançarina, empresária e modelo indo-canadense, atualmente é uma atriz de Bollywood.
Seu filme mais marcante foi Jism 2, filme de suspense erótico de 2012 produzido e dirigido por Pooja Bhatt e escrito por Mahesh Bhatt, que marcou a estreia de Sunny Leone no cinema indiano em Bollywood, em 2016  foi selecionada pela BBC como uma das 100 Mulheres mais importantes do ano.

## Premiações
- Penthouse Pet of the Year 2003
- 2005 : AVN award (Best Interactive DVD) -"Virtual Vivid Girl Sunny Leone"[4]
- 2010 : PornstarGlobal – 5 Star Award[5]
- 2010 : F.A.M.E. Awards – Favorite Breasts[6]